# 杨超 (商人)
杨超（1950年—），汉族，中华人民共和国政治人物、第十一届全国政协委员。
加入中国共产党，2005年5月担任中国人寿保险（集团）公司总裁、党委书记。2008年，当选第十一届全国政协委员，代表经济界，分入第三十四组。并担任社会和法制委员会专委。
2011年退休后仍以行业专家身份参与考察活动，2025年3月因涉嫌严重违纪违法，接受中央纪委国家监委驻中国人寿纪检监察组纪律审查和江西省上饶市监委监察调查。